# Шигали (Урмарский район)
Шига́ли (чув. Шӑхаль) — село Урмарского района Чувашской Республики. В рамках организации местного самоуправления входит с 2023 года в Урмарский муниципальный округ, до этого административный центр Шигалинского сельского поселения. Население 728 человек (2015) чуваши.

## География
Расположен в северо-восточной части региона, в пределах Чувашского плато, у реки Шарбаш.

## Топоним
Историческое название — Старые Шигали

## История
Население — чуваши, до 1724 ясачные, с 1724 по 1866 государственные крестьяне. Занимались земледелием, животноводством. В начале XX века действовали 3 водяных, 5 ветряных, 3 конных мельницы, 3 торговые лавки. Функционировала церковь во имя Рождества Христова (1765—1871), двухпрестольная Св. Петра и Павла и во имя Рождества Христова (1871—1936), действующий храм Св. Петра и Павла (с 1993). В 1845 открыто сельское приходское училище, в 1881 земское смешанное училище. В 1929 образован колхоз «Красные Шигали».
К 2002 году возглавляло Шигалинский сельсовет, с 2004 до 2023 гг. Шигалинское сельское поселение
муниципального района Урмарский район. К 1 января 2023 года обе муниципальные единицы упраздняются и деревня входит в Урмарский муниципальный округ.

## Население
| 2010 | 2012 | 2015 |
| ---- | ---- | ---- |
| 814  | ↗956 | ↘728 |

### Национальный и гендерный состав
Согласно результатам переписи 2002 года, в национальной структуре населения чуваши составляли 98 % от общей численности в 910 чел., из них мужчин 423, женщин 487.

## Инфраструктура
Личное подсобное хозяйство.
Основа экономики — сельское хозяйство.

## Транспорт
Село доступно автотранспортом. Остановка общественного транспорта «Шигали».